# Скотт, Джин (фигуристка)
Джин Скотт (англ. Jean Scott; 15 марта 1951 года) — фигуристка из Великобритании, серебряный призёр чемпионата Европы 1973 года, двукратная чемпионка Великобритании в женском одиночном катании.

## Спортивные достижения
| Соревнования/Сезоны        | 1969-70 | 1970-71 | 1971-72 | 1972-73 | 1973-74 |
| -------------------------- | ------- | ------- | ------- | ------- | ------- |
| Зимние Олимпиады           |         |         | 11      |         |         |
| Чемпионаты мира            |         | 15      | 6       | 5       |         |
| Чемпионаты Европы          |         | 11      |         | 2       |         |
| Чемпионаты Великобритании  | 3       | 2       | 1       |         | 1       |
| Skate Canada International |         |         |         |         | 3       |
| Richmond Trophy            |         |         |         | 3       |         |